# Sanduan
Sanduan (kinesiska: 三段, 三段乡) är en socken i Kina. Den ligger i den autonoma regionen Inre Mongoliet, i den norra delen av landet, omkring 630 kilometer nordost om regionhuvudstaden Hohhot.
Genomsnittlig årsnederbörd är 508 millimeter. Den regnigaste månaden är juni, med i genomsnitt 140 mm nederbörd, och den torraste är december, med 2 mm nederbörd.